# Hälsingtuna distrikt
Hälsingtuna distrikt är ett distrikt i Hudiksvalls kommun och Gävleborgs län. Distriktet ligger omkring Hudiksvall i östra Hälsingland och omfattar bland annat de västra, östra och norra delarna av tätorten Hudiksvall samt tätorten Maln. 

## Tidigare administrativ tillhörighet
Distriktet inrättades 2016 och utgörs av en del av området som Hudiksvalls stad omfattade till 1971, delen som före 1965 utgjorde Hälsingtuna socken.
Området motsvarar den omfattning Hälsingtuna församling hade 1999/2000.

## Tätorter och småorter
I Hälsingtuna distrikt finns en tätort och fyra småorter.

### Tätorter
- Hudiksvall (del av)

### Småorter
- Finnflo
- Fiskeby
- Lingarö
- Smälsk